# Metaviridae
Famille
Genres de rang inférieur
- Errantivirus
- Metavirus

Les Metaviridae sont une famille de virus de l'ordre des Ortervirales, qui comprend deux genres et 31 espèces infectant divers organismes : Protozoaires, Champignons, Animaux ou Plantes. Ce sont des rétrotransposons et des virus à transcription inverse avec de longues répétitions terminales (LTR) communément appelés rétroéléments Ty3 / Gypsy LTR dans la littérature scientifique. Ils sont classés dans le groupe VI de la classification Baltimore (rétrovirus à ARN simple brin).

## Liste des genres
Selon ICTV :
- genre Errantivirus, espèce-type : Drosophila melanogaster gypsy virus
- genre Metavirus, espèce-type : Saccharomyces cerevisiae Ty3 virus

Un troisième genre, Semotivirus, initialement inclus dans cette famille a été transféré en 2018 dans une nouvelle famille, celle des Pelpaoviridae.